# Großer Sendesaal des hessischen Rundfunks
El Großer Sendesaal des hessischen Rundfunks —en español: «Sala Principal de la Radiodifusión de Hesse»— es un salón de música y ex estudio de televisión situado en Fráncfort del Meno. Solía ser la sede de la Radiodifusión de Hesse. En la actualidad, se usa como salón de música.
En 1957, el edificio acogió el Festival de la Canción de Eurovisión 1957.